# 欧蒂河畔维斯
欧蒂河畔维斯（法語：Vitz-sur-Authie）是法国皮卡第大区索姆省的一个市镇，属于阿布维尔区克雷西昂蓬蒂约县。该市镇2009年时的人口为127人。

## 人口
欧蒂河畔维斯人口变化图示
| 数据来源：INSEE |